# Октябрьское (Мариинско-Посадский район)
Октябрьское (чув. Октябрьски) — село в Мариинско-Посадском муниципальном округе Чувашии . С 2004 до 2023 года являлось административным центром  Октябрьского сельского поселения.

## История
В 1939 г. образован новый Октябрьский район с центром в селе Исмели, которое тем же постановлением переименовано в Октябрьское.
В 1959 году Октябрьский район с райцентром Октябрьское включён в Мариинско-Посадский район Чувашская АССР.

## Население
| 2010 | 2012 |
| ---- | ---- |
| 860  | ↗937 |

В 2002 году 99 % населения — чуваши.